# Penichrophorus vianai
Penichrophorus vianai är en insektsart som beskrevs av Remes-lenicov 1970. Penichrophorus vianai ingår i släktet Penichrophorus och familjen hornstritar. Inga underarter finns listade i Catalogue of Life.